# Sławomir Frejowski
Sławomir Frejowski (ur. 31 sierpnia 1966 w Szczekocinach, zm. 6 sierpnia 2025) – polski kolarz szosowy i przełajowy, trener.

## Życiorys
Był zawodnikiem SKRS Szczekociny (1980-1985), Gwardii Katowice (1986-1991), Policyjnego Klubu Sportowego Katowice (1991-1999), Błękitnych Koziegłowy (2000-2002) i Olimpijczyka Szczekociny (2006-2015), w tym ostatnim klubie był równocześnie trenerem, także po zakończeniu kariery zawodniczej.
Był zwycięzcą Wyścigu Przyjaźni Polski i Czechosłowacji (1989) oraz Wyścigu po Ziemi Łódzkiej (1992), w 1989 zajął 2. miejsce w Małopolskim Wyścigu Górskim. W 1990 i 1995 wygrał Kryterium Asów.
W 1991 zdobył brązowy medal mistrzostw Polski w kolarstwie szosowym - w wyścigu drużynowym na 100 km. W 1995 i 1997 zdobył brązowy medal mistrzostw Polski w kolarstwie przełajowym.